# Міколайовиці (Малопольське воєводство)
Міколайовиці (пол. Mikołajowice) — село в Польщі, у гміні Вешхославиці Тарновського повіту Малопольського воєводства.
Населення — 930 осіб (2011).
У 1975-1998 роках село належало до Тарновського воєводства.

## Демографія
Демографічна структура станом на 31 березня 2011 року:
|          | Загалом | Допрацездатний вік | Працездатний вік | Постпрацездатний вік |
| -------- | ------- | ------------------ | ---------------- | -------------------- |
| Чоловіки | 446     | 103                | 287              | 56                   |
| Жінки    | 484     | 92                 | 271              | 121                  |
| Разом    | 930     | 195                | 558              | 177                  |